# Johanna van Hessen-Darmstadt
Johanna Marina Eleonora (Darmstadt, 20 september 1936 – aldaar, 14 juni 1939) was een prinses van Hessen en bij de Rijn.
Zij was het jongste kind en de enige dochter van George Donatus van Hessen-Darmstadt en Cecilia van Griekenland, een zus van de Britse prins-gemaal Philip.
Zij verloor op zeer jeugdige leeftijd haar ouders en broers, die omkwamen bij het vliegtuigongeluk bij Oostende in 1937. Haar familie was onderweg naar Londen om daar het huwelijk bij te wonen van Johanna's oom Lodewijk van Hessen-Darmstadt met Margaret Geddes. Na het ongeluk was Johanna wees. Lodewijk en zijn vrouw (hun huwelijksvoltrekking vond wel plaats als gepland, maar zowel de bruidegom als de bruid waren in rouw gekleed), adopteerden hierop hun nichtje, met de bedoeling het als hun eigen kind op te voeden. Het meisje ontwikkelde evenwel een hersenvliesontsteking, aan de gevolgen waarvan ze op tweeënhalfjarige leeftijd overleed.